# Les Furieux
Pour les articles homonymes, voir Furieux.
Pour plus de détails, voir Fiche technique et Distribution.
Les Furieux (Fango bollente) est un poliziottesco italien réalisé par Vittorio Salerno et sorti en 1975.

## Synopsis
Trois jeunes employés d'une grande entreprise turinoise, aliénés par un travail stressant dans un centre d'analyses informatiques, tuent un chauffeur de camion qui leur avait coupé la route. À partir de ce moment, les trois vont devenir des assassins réguliers, répondant avec violence à chaque petite provocation.
Un ancien commissaire, expulsé de la brigade mobile pour avoir tué un jeune délinquant dans un excès de légitime défense, en identifie deux des trois jeunes. Inculpé, le premier se pend dans sa cellule, et l'autre est tué par le commissaire avant qu'il ne puisse commettre un énième crime. Le troisième parvient à s'enfuir, et s'active à former une autre bande avec de nouveaux acolytes...

## Fiche technique
Sauf indication contraire, les informations mentionnées dans cette section peuvent être confirmées par la base de données cinématographiques IMDb,  présente dans la section « Liens externes ».
- Titre en français : Les Furieux[1]
- Titre original italien : Fango bollente[2],[3],[4]
- Réalisation : Vittorio Salerno
- Scenario :	Giovanni Balestrini, Ernesto Gastaldi, Lucille Laks, Vittorio Salerno
- Photographie :	Giulio Albonico
- Montage : Enzo Meniconi (it)
- Musique : Franco Campanino
- Décors : Emilio Baldelli
- Production : Angelo Iacono (it)
- Société de production : La Comma 6
- Pays de production :  Italie
- Langue originale : Italien
- Format : Couleur - 1,85:1 - Son mono - 35 mm
- Durée : 85 min (1 h 25[2])
- Genre : Poliziottesco
- Dates de sortie :
  - Italie : 30 août 1975
  - France : 1978[1]

## Distribution
- Enrico Maria Salerno : Commissaire Santagà
- Carmen Scarpitta : La femme du député
- Joe Dallesandro : Ovidio Mainardi
- Martine Brochard : Alba
- Gianfranco De Grassi : Giacomo
- Guido De Carli : Pepe
- Enzo Garinei : Directeur du centre de recherche
- Sal Borgese : Le garde
- Luigi Casellato : Chef de la squadra mobile
- Umberto Ceriani : Commissaire Tamaroglio
- Claudio Nicastro : Le directeur de la clinique privée
- Gengher Gatti